# Nasutów (gromada)
Nasutów – dawna gromada, czyli najmniejsza jednostka podziału terytorialnego Polskiej Rzeczypospolitej Ludowej w latach 1954–1972.
Gromady, z gromadzkimi radami narodowymi (GRN) jako organami władzy najniższego stopnia na wsi, funkcjonowały od reformy reorganizującej administrację wiejską przeprowadzonej jesienią 1954 do momentu ich zniesienia z dniem 1 stycznia 1973, tym samym wypierając organizację gminną w latach 1954–1972.
Gromadę Nasutów z siedzibą GRN w Nasutowie utworzono – jako jedną z 8759 gromad na obszarze Polski – w powiecie lubartowskim w woj. lubelskim na mocy uchwały nr 11 WRN w Lublinie z dnia 5 października 1954. W skład jednostki weszły obszary dotychczasowych gromad Nasutów, Nowystaw i Rudka Kozłowiecka ze zniesionej gminy Niemce oraz obszar dotychczasowej gromady Stoczek kol. ze zniesionej gminy Krasienin w tymże powiecie. Dla gromady ustalono 23 członków gromadzkiej rady narodowej.
31 grudnia 1959 z gromady Nasutów wyłączono kolonię Stoczek, włączając je do gromady Krasienin w powiecie lubelskim w tymże województwie.
1 stycznia 1960 gromadę zniesiono, włączając jej obszar (wieś i kolonię Nasutów, gajówkę Podnasutów, wieś leśniczówkę Nowy Staw, gajówkę Gańcze, osadę Stary Tartak, wieś Rudka Kozłowiecka i gajówkę Dąbrowa) do gromady Niemce w tymże powiecie.